# Đường Đồng Khởi, Thành phố Hồ Chí Minh

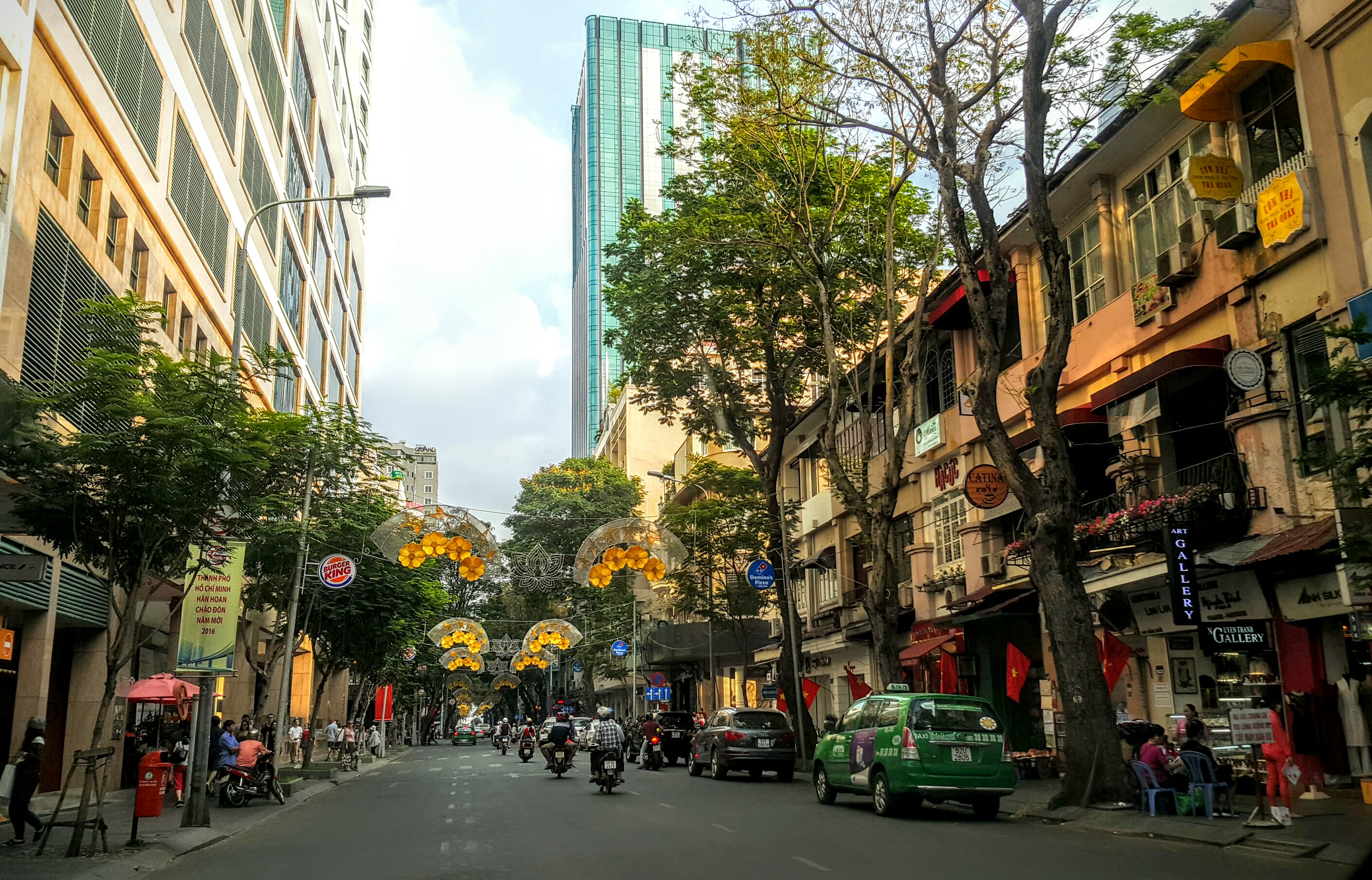
Đường Đồng Khởi được trang trí đón Tết vào đầu năm 2016

Đường Đồng Khởi, trước đây là đường Tự Do (1954 - 1975) và đường Catinat (1865 - 1954) là một con đường tại Quận 1,  Thành phố Hồ Chí Minh, chạy từ nhà thờ Đức Bà Sài Gòn đến Bến Bạch Đằng. Đây là tuyến phố thương mại sầm uất nổi tiếng của thành phố từ thời Pháp thuộc đến nay với nhiều cửa hàng, khách sạn sang trọng.

## Vị trí
Đường Đồng Khởi là tuyến đường một chiều, bắt đầu từ đường Nguyễn Du ngay đối diện Công trường Công xã Paris (trước mặt nhà thờ Đức Bà Sài Gòn), cắt qua các con đường Lý Tự Trọng, Lê Thánh Tôn, Lê Lợi – Công trường Lam Sơn, Nguyễn Thiệp, Đông Du, Mạc Thị Bưởi, Hồ Huấn Nghiệp, Ngô Đức Kế và kết thúc tại đường Tôn Đức Thắng đối diện với công viên Bến Bạch Đằng (bờ sông Sài Gòn).

## Lịch sử

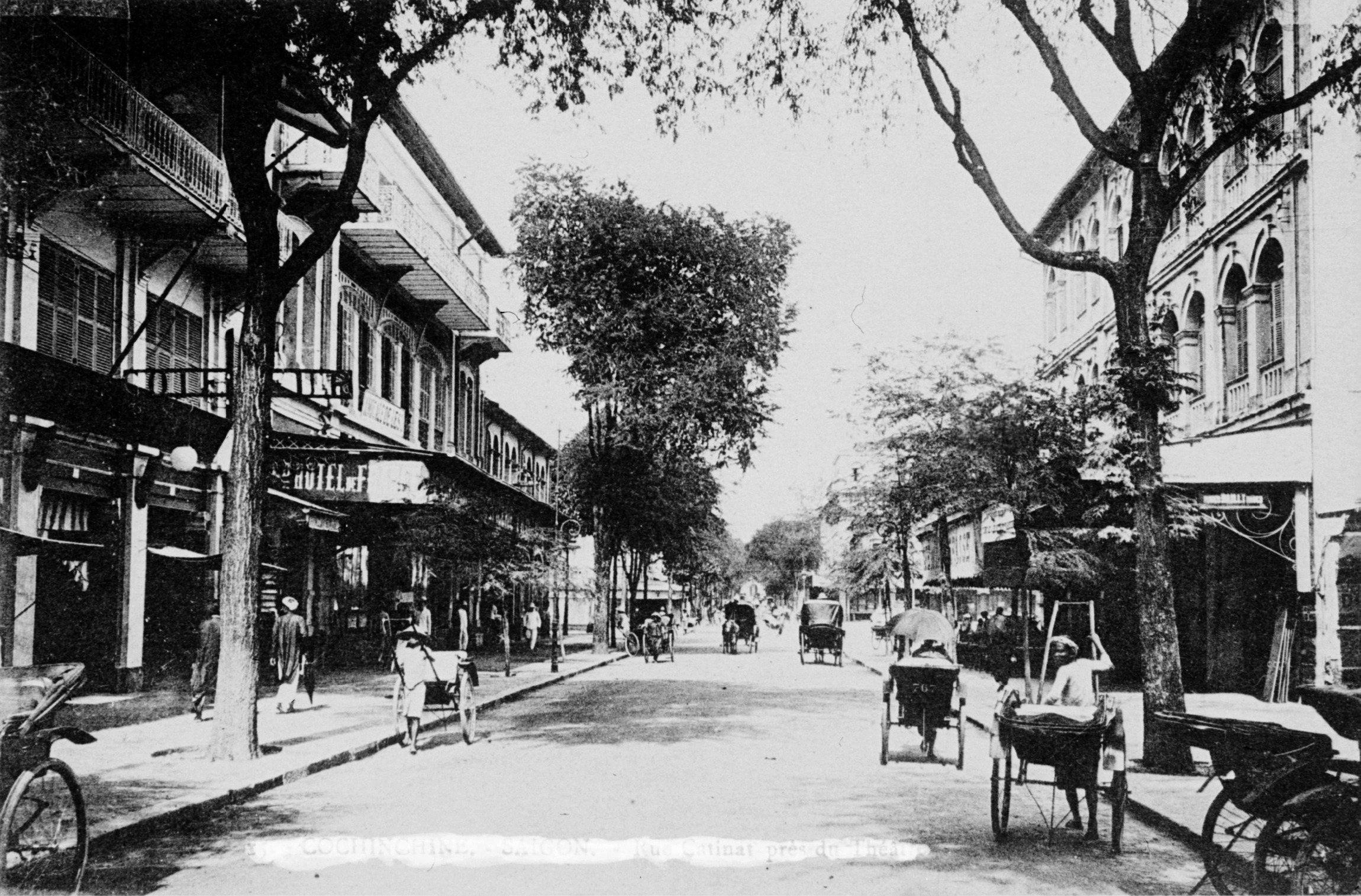
Đường Catinat vào khoảng những năm 1930

Đây là một trong những con đường có lịch sử lâu đời tại Thành phố Hồ Chí Minh, có từ trước khi thực dân Pháp đến Sài Gòn. Khi quy hoạch lại đô thị, người Pháp đã cho chỉnh trang lại đường này và đặt là đường số 16. Vào ngày 01 tháng 02 năm 1865, đường số 16 được đặt tên là đường Catinat (tiếng Pháp: rue Catinat), theo tên Thống chế Pháp Nicolas de Catinat dưới thời vua Louis XIV. Catinat cũng là tên con tàu chiến đã đến cửa biển Đà Nẵng năm 1856 và tấn công Sài Gòn năm 1859.
Ban đầu, đường Catinat kéo dài đến đường rue des Deux Cimetières (đường Hai Nghĩa trang, nay là đường Võ Thị Sáu); tuy nhiên đến năm 1897, chính quyền cắt đoạn đường phía sau nhà thờ Đức Bà đặt thành hai đường là đường Blancsubé (từ nhà thờ Đức Bà đến tháp nước) và đường Garcerie (từ tháp nước đến cuối đường). Vào thời kỳ này, đường Catinat được xem là bộ mặt của cả Sài Gòn. Không chỉ có trụ sở các cơ quan đầu não của chính quyền mà hàng loạt nhà hàng, khách sạn, cơ sở dịch vụ thương mại sang trọng đầu tiên của thành phố cũng được xây dựng trên con đường này.

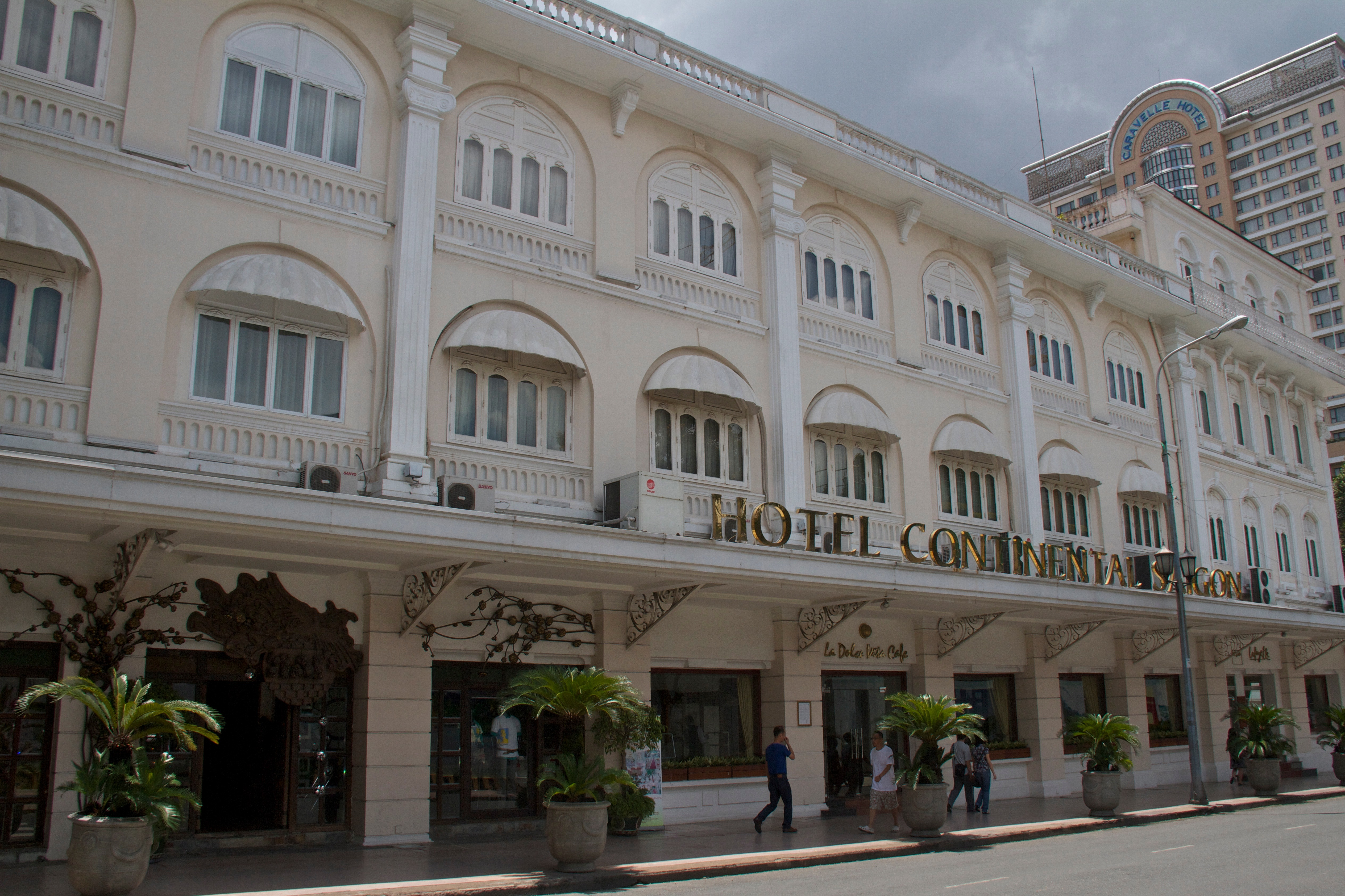
Khách sạn Continental

Năm 1955, chính quyền Sài Gòn đổi tên đường Catinat thành đường Tự Do. Năm 1975, chính quyền Cộng hòa Miền Nam Việt Nam đổi thành đường Đồng Khởi như hiện nay.
Kể từ đầu thời Pháp thuộc cho đến tận ngày nay, đường Đồng Khởi luôn là một phố thương mại với những cửa tiệm thuộc hạng sang nhất của cả Sài Gòn mà hầu như bất cứ du khách nào ghé qua thành phố đều đã có lần đặt chân đến. Tại đây có nhiều địa điểm nổi tiếng trong lịch sử Sài Gòn như khách sạn Continental, khách sạn Majestic, tiệm Givral, tiệm Brodard, nhà sách Albert Portail (sau một phần trở thành nhà sách Xuân Thu), hay khu thương mại Passage Eden...